# Ariake Arena
Ariake Arena (japansk: 有明アリーナ) er en kommende nybygget permanent arena, der opføres til de olympiske lege 2020. Arenaen ligger i Tokyo Bay zonen og forventes at stå færdigbygget i december 2019. Under de olympiske lege 2020 vil volleyballturneringen blive afholdt i arenaen og senere under de 16. paralympiske lege også i 2020 vil basketballkonkurrencen blive afviklet i arenaen. 

Budgettet for opførelsen er på 320 millioner amerikanske dollars. Tilskuerkapaciteten vil blive på 12.000.
35°38′36″N 139°47′39″Ø / 35.6434°N 139.7943°Ø